# Instituto de Tecnología Rose-Hulman
El Instituto de Tecnología Rose-Hulman (en inglés Rose-Hulman Institute of Technology) es una institución de educación superior  en Terre Haute, Indiana que especializa en enseñar ingeniería, ciencia, y matemáticas.

## Graduados destacados
- Ernest R. Davidson (1958), químico, galardonado con la Medalla Nacional de Ciencia.
- Lawrence Giacoletto (1938), pionero en el campo de los transistores.
- John Hostettler (1983), Congresista de Estados Unidos.
- Curtis Huttenhower (2000), catedrático en Harvard, experto en biología computacional.
- Don Lincoln (1986), físico de partículas.
- Chris Mack (1982), reconocido experto en litografía.
- Abe Silverstein (1929), ingeniero aeroespacial, director en la NASA y ganador de la medalla Guggenheim.
- Mat Roy Thompson (1891), ingeniero civil famoso por ser el constructor jefe del castillo de Scotty.
- Jim Umpleby (1980), consejero delegado de Caterpillar.
- Bernard Vonderschmitt (1944), ingeniero eléctrico, cofundador de Xilinx.
- Michael Mussallem (1974), ingeniero químico, director ejecutivo de Edwards Lifesciences.
- Niles Noblitt (1973), ingeniero biológico, cofundador de Biomet.
- Robert L. Wilkins (1986), juez, Tribunal Superior del Distrito de Columbia.

- Datos: Q2166712
- Multimedia: Rose-Hulman Institute of Technology / Q2166712